# Ironbottom Sound
Ironbottom Sound je naziv, ki so ga zavezniki dali prelivu Savo Sound. Razprostira se med otoki Guadalcanal, Savo in Florida v Salomonovem otočju. Ime (v dobesednem prevodu Preliv z železnim dnom) je dobil po velikem številu potopljenih ladij ter sestreljenih letal, ki so bili uničeni med spopadi za otoke v letih 1942 in 1943. Pred vojno se je preliv imenoval Sealark Sound.

### Bitke
- Bitka za otok Savo, 9. avgust 1942
- Bitka pri rtu Esperance, 11.–12. oktober 1942
- Pomorska bitka za Guadalcanal, 13.–15. november 1942
- Battle pri Tassafarongi, 30. november 1942

| Ime              | Pripadnost | Tip                                          | Datum potopa      | Opombe                                        |
| ---------------- | ---------- | -------------------------------------------- | ----------------- | --------------------------------------------- |
| Aaron Ward       | USN        | Rušilec razreda Gleaves                      | april 7, 1943     | cca 550 m od otoka Florida (glej sliko)       |
| Akatsuki         | IJN        | Rušilec razreda Akatsuki                     | november 13, 1942 |                                               |
| Astoria          | USN        | Težka križarka New Orleans                   | avgust 9, 1942    |                                               |
| Atlanta          | USN        | Lahka križarka Atlanta                       | november 13, 1942 | pred Guadalcanalom - Lunga Point (glej sliko) |
| Ayanami          | IJN        | Rušilec razreda Fubuki                       | november 15, 1942 |                                               |
| Azumasan Maru    | IJN        | ladja za prevoz čet                          | oktober 15, 1942  | na plaži Guadalcanala (glej sliko)            |
| Barton           | USN        | Rušilec razreda Benson                       | november 13, 1942 | glej sliko                                    |
| Blue             | USN        | Rušilec razreda Bagley                       | avgust 22, 1942   |                                               |
| Canberra         | RAN        | Težka križarka Kent                          | avgust 9, 1942    | glej sliko                                    |
| Colhoun          | USN        | hitra transportna ladja Wickes               | avgust 30, 1942   |                                               |
| Cushing          | USN        | Rušilec razreda Mahan                        | november 13, 1942 | glej sliko                                    |
| De Haven         | USN        | Rušilec razreda Fletcher                     | februar 1, 1943   | glej sliko                                    |
| Duncan           | USN        | Rušilec razreda Gleaves                      | oktober 12, 1942  |                                               |
| Fubuki           | IJN        | Rušilec razreda Fubuki                       | oktober 11, 1942  |                                               |
| Furutaka         | IJN        | Težka križarka razreda Furutaka              | oktober 12, 1942  |                                               |
| George F. Elliot | USN        | Fregata razreda Heywood                      | ?                 |                                               |
| Gregory          | USN        | Hitra transportna ladja razreda Wickes       | september 5, 1942 |                                               |
| Hiei             | IJN        | Bojna ladja razreda Kongo                    | november 13, 1942 |                                               |
| Hirokawa Maru    | IJN        | ladja za prevoz čet                          | december 14, 1942 | na obali Guadalcanala (glej sliko)            |
| Jarvis           | USN        | Rušilec razreda Gridley                      | avgust 9, 1942    |                                               |
| John Penn        | USN        | hitra transportna ladja (ex: S.S. Excambion) | avgust 13, 1942   | na plaži Guadalcanala (glej sliko)            |
| Juneau           | USN        | Lahka križarka razreda Atlanta               | november 13, 1942 |                                               |
| Kasi Maru        | IJN        | ladja za transport čet                       | ?                 |                                               |
| Kanawha          | USN        | Tanker razreda Kanawha/Cuyama                | april 8, 1942     | v bližini atola Tulagi                        |
| Kinugawa Maru    | IJN        | ladja za prevoz čet                          | november 14, 1942 | na plaži pred Guadalcanalom (glej sliko)      |
| Kirishima        | IJN        | Bojna ladja razreda Kongo                    | november 15, 1942 | glej sliko                                    |
| Laffey           | USN        | Rušilec razreda Benson                       | november 13, 1942 | glej sliko                                    |
| Makigumo         | IJN        | Rušilec razreda Yugumo                       | februar 1, 1943   |                                               |
| Minneapolis      | USN        | Težka križarka razreda New Orleans           | avgust 9, 1942    |                                               |
| Moa              | RNZN       | Korveta razreda Kiwi                         | april 1943        | v bližini atola Tulagi                        |
| Monssen          | USN        | Rušilec razreda Gleaves                      | november 13, 1942 | glej sliko                                    |
| Northampton      | USN        | Težka križarka razreda Northampton           | november 30, 1942 | glej sliko                                    |
| Preston          | USN        | Rušilec razreda Mahan                        | november 14, 1942 |                                               |
| PT-37            | USN        | Hitri torpedni čoln                          | februar 1, 1943   |                                               |
| PT-44            | USN        | Hitri torpedni čoln                          | december 12, 1942 |                                               |
| PT-111           | USN        | Hitri torpedni čoln                          | februar 1, 1943   |                                               |
| PT-112           | USN        | Hitri torpedni čoln                          | januar 11, 1943   |                                               |
| PT-123           | USN        | Hitri torpedni čoln                          | februar 1, 1943   |                                               |
| Quincy           | USN        | Težka križarka razreda New Orleans           | avgust 9, 1942    | glej sliko                                    |
| Seminole         | USN        | ladja za oskrbo na morju razreda Navajo      | oktober 25, 1942  | glej sliko                                    |
| Serpens          | USN        | Fregata razreda Crater                       | januar 29, 1945   |                                               |
| Takanami         | IJN        | Rušilec razreda Yugumo                       | november 30, 1942 |                                               |
| Teruzuki         | IJN        | Rušilec razreda Akizuki                      | januar 15, 1943   |                                               |
| Toa Maru         | IJN        | Ladja za transport čet                       | ?                 |                                               |
| Vincennes        | USN        | Težka križarka razreda New Orleans           | avgust 9, 1942    |                                               |
| Walke            | USN        | Rušilec razreda Sims                         | november 15, 1942 |                                               |
| YP-284           | USN        | patruljni čoln                               | oktober 25, 1942  |                                               |
| Yudachi          | IJN        | Rušilec razreda Shiratsuyu                   | avgust 9, 1942    | glej sliko                                    |